# 국군도수체조
국군도수체조(國軍徒手體操)는 맨손으로 하는 체조라는 뜻으로 대한민국 국군에서 실시하는 기본적인 체력단련 체조를 말한다. 간단히 도수체조(徒手體操)라고 부른다. 일반에서 널리 쓰는 국민체조는 이 체조에서 파생되었다. 기본군사훈련단에서는 둘째 주부터 도수체조를 배운다.

## 역사
1960년부터 본격적으로 재건체조를 시작으로 국민체조, 도수체조(1970년)를 만들어 국민들에게 보급하였다.

## 동작
1. 다리운동
2. 팔운동
3. 목운동
4. 가슴운동
5. 옆구리운동
6. 등배운동
7. 몸통운동
8. 팔다리운동 1
9. 온몸운동
10. 뜀뛰기운동 되풀이(1번으로)한번만
11. 팔다리운동 2
12. 숨쉬기운동

## 도수체조지휘법

### 지휘 순서
1. “지금부터 국군 도수체조를 실시한다. 1번 다리운동부터 12번 숨쉬기운동까지 각자 구령(지휘자 구령)에 맞춰 2회반복(1회만) 실시한다.”
2. “시! 작! ”

### 번호 붙이는 요령
-“하나, 둘, 셋, 넷, 다섯, 여섯, 일곱, 여덟/둘, 둘, 셋, 넷, 다섯, 여섯, 일곱, 팔운동”순으로 하며 동작의 마지막 끝 번호 대신 다음 동작의 명칭을 붙여준다.